# Stenotabanus sordidatus
Stenotabanus sordidatus är en tvåvingeart som beskrevs av David Fairchild 1958. Stenotabanus sordidatus ingår i släktet Stenotabanus och familjen bromsar.
Artens utbredningsområde är Panama. Inga underarter finns listade i Catalogue of Life.